# Aliya Yussupova
Aliya Maksutovna Yussupova est une sportive, en gymnastique rythmique, née le 15 mai 1984 à Chimkent, Kazakhstan.
Entraînée par Irina Viner, elle a terminé 4e en individuel aux Jeux olympiques de 2004.

## Palmarès
- Quatrième aux Jeux olympiques en 2004.
- Cinquième aux Jeux olympiques en 2004.
- Première en individuel et par équipes aux Jeux Asiatiques de 2006